# Cyathostegia
Genre
Cyathostegia est un genre de plantes à fleurs dicotylédones de la famille des Fabaceae, sous-famille des Faboideae, originaire d'Amérique du Sud, qui comprend deux espèces acceptées.

## Liste d'espèces
Selon The Plant List (15 novembre 2018) :
- Cyathostegia matthewsii (Benth.) Schery
- Cyathostegia weberbaueri (Harms) Schery